# Cóc sừng Miến Điện
Cóc sừng Miến Điện (danh pháp hai phần: Brachytarsophrys carinense, tên tiếng Anh: Burmese Horned Toad), là một loài lưỡng cư thuộc họ Megophryidae.
Nó được tìm thấy ở Myanma và Thái Lan.
Các môi trường sống tự nhiên của chúng là các khu rừng ẩm ướt đất thấp nhiệt đới hoặc cận nhiệt đới, các khu rừng vùng núi ẩm nhiệt đới hoặc cận nhiệt đới, sông, và sông có nước theo mùa. Loài này đang bị đe dọa do mất môi trường sống.